# فاتح اوزتورک (بازیکن فوتبال، زاده ۱۹۸۶)
فاتح اوزتورک (انگلیسی: Fatih Öztürk؛ زادهٔ ۲۲ دسامبر ۱۹۸۶) بازیکن فوتبال اهل فرانسه است.
از باشگاه‌هایی که در آن بازی کرده‌است می‌توان به باشگاه فوتبال ترابزون‌اسپور و باشگاه فوتبال بلدیه‌اسپور آق‌حصار اشاره کرد.